# South West Peninsula League
South West Peninsula League je fotbalová liga v Anglii. Vznikla v roce 2007 sloučením Devon County League a South Western League. Tvoří ji dvě divize, které obsahují 32 týmů. Obě divize jsou na desáté úrovni v systému anglických soutěží. Ligu hrají týmy z Cornwallu, Devonu a částí Somersetu a Dorsetu.